# Gerichtsbezirk Littai
Der Gerichtsbezirk Littai (slowenisch: sodni okraj Litaja, ursprünglich Gerichtsbezirk St. Martin bei Littai) war ein dem Bezirksgericht Littai unterstehender Gerichtsbezirk im Kronland Krain. Er umfasste Teile des politischen Bezirks Littai (Litija) und wurde 1919 dem Staat Jugoslawien zugeschlagen.

## Geschichte
Der Gerichtsbezirk Littai entstand infolge eines Ministervortrags vom 6. August 1849, in dem die Grundzüge der Gerichtseinteilung festgelegt wurden, wobei der Gerichtsbezirk zunächst den Namen Weixelstein trug. Nachdem im Dezember 1849 die Gebietseinteilung der Gerichtsbezirke sowie die Zuweisung der Gerichtsbezirke zu den neu errichteten Bezirkshauptmannschaften durch die „politische Organisierungs-Commission“ festgelegt worden war, nahmen die Bezirksgerichte der Krain per 1. Juni 1850 ihre Tätigkeit auf. Dem Bezirksgericht Littai wurden durch die Landeseinteilung der Krain im März 1850 die 16 Gemeinden Goba velika sveti Mihela soseka (St. Michael zu Goba), Gradiše (Gradische), Jablanica (Jablanitz), Ješen Verh (Jeschenberg), Košca (Kosza), Kresnice (Krsnitz), Kresniški Verh (Kresnitzberg), Liberga (Liberga), Litija (Littai), Poljane (Polane), Polšnik (Billichberg), Šmartno (St. Martin), Sveti Anton (St. Anton), Trebelevo (Trebeleu), Vintarjevic (St. Peter und Paul) und Volavlje (Wolaule) zugewiesen. Zusammen mit dem Gerichtsbezirk Weixelburg (Višnja Gora) bildete der Gerichtsbezirk Littai den Bezirk Littai.
Der Gerichtsbezirk wies 1880 eine anwesende Bevölkerung von 22.428 Einwohnern auf, wobei 21.658 Menschen Slowenisch und 649 Menschen Deutsch als Umgangssprache angaben. 1910 wurden für den Gerichtsbezirk 24.255 Personen ausgewiesen, von denen 23.621 Slowenisch (97,4 %) und 349 Deutsch (1,4 %) sprachen. Die deutschsprachige Minderheit lebte 1910 zum überwiegenden Teil in der Gemeinde Zagorje (deutsch: Sagor).
| Jahr | Fläche (km²) | Ein- wohner | Slowenisch- sprachige | Deutsch- sprachige |
| ---- | ------------ | ----------- | --------------------- | ------------------ |
| 1880 |              | 22.428      | 21.658                | 649                |
| 1890 |              | 23.724      | 23.100                | 498                |
| 1900 | 456,83       | 23.157      | 22.595                | 401                |
| 1910 | 456,81       | 24.255      | 23.621                | 349                |

Durch die Grenzbestimmungen des am 10. September 1919 abgeschlossenen Vertrages von Saint-Germain wurde der Gerichtsbezirk Littai zur Gänze dem Königreich Jugoslawien zugeschlagen.

## Gerichtssprengel
Der Gerichtssprengel Littai umfasste infolge der Zusammenfassung der Katastralgemeinden zu Gemeinden 1910 die 17 Gemeinden Aržišic (Arschische), Dole (Mariathal), Gradiše (Gradische), Hotič (Höttisch), Kandrše (Kandersche), Kolovrat (Kolowrat), Konj (Roßbüchel), Kotredež, Kresnice (Kreßnitz), Litija (Littai), Moravče (Moräutsch), Polšnik (Billichberg), Šent Lambert (Sankt Lamprecht), Šmartno (Sankt Martin), Trebeljevo (Trebeleu), Vače (Waatsch) und Zagorje (Sagor).